# Arnold T. Lamping

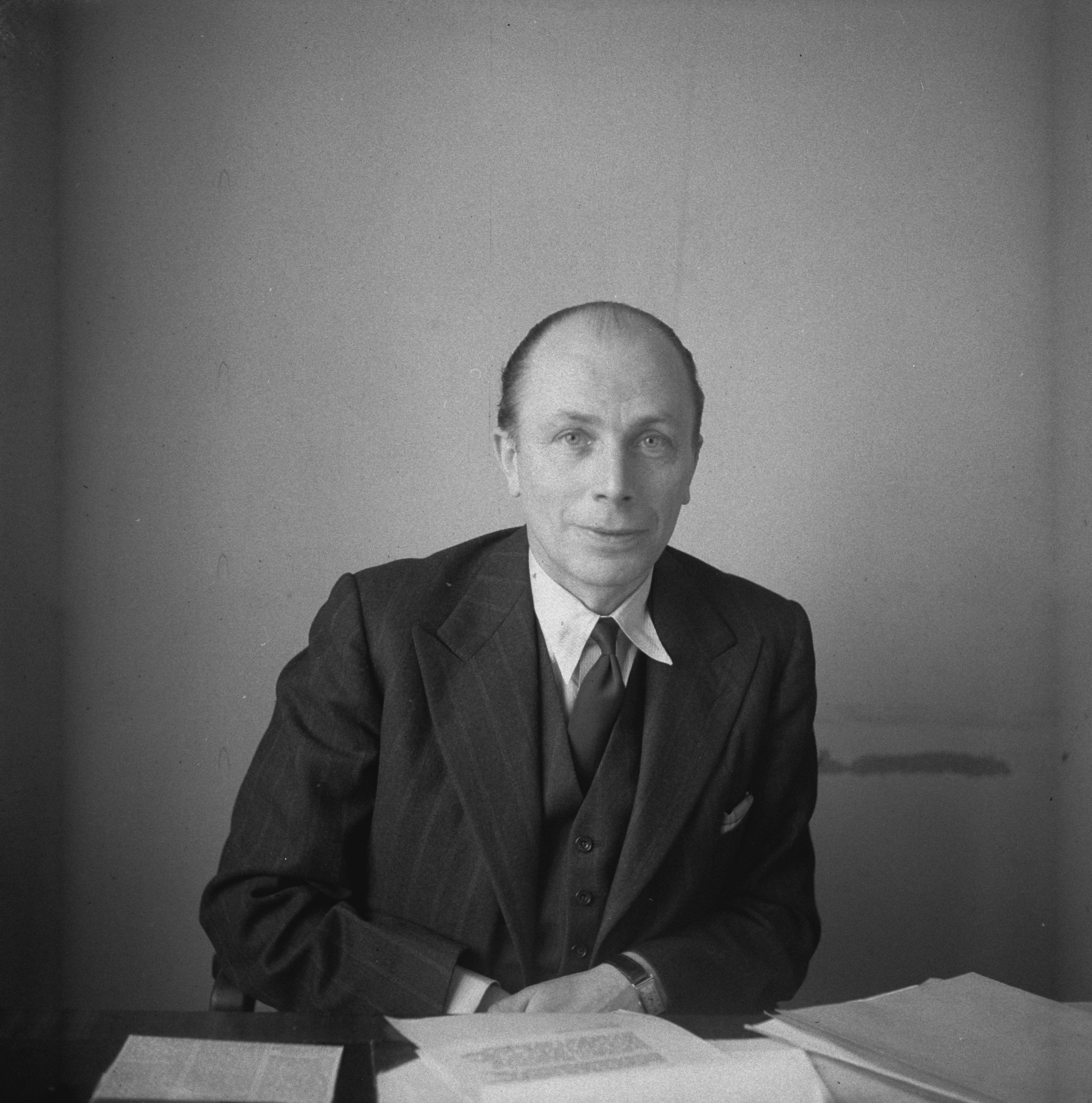
A.Th. Lamping (1942)

Arnold Theodoor Lamping (* 17. Juni 1893 in Brummen; † 1. Januar 1970 in Den Haag) war ein niederländischer Diplomat.
Lamping war ab 1927 außerordentlicher Bevollmächtigter der Niederlande in Chile. Von 1932 bis 1945 war er im niederländischen Außenministerium tätig. Ab 1945 war er bevollmächtigter Minister in London, ab 1946 Gesandter in Bukarest und ab 1947 der erste niederländische Botschafter in Indien.
Von 1950 bis 1952 war er niederländischer Hochkommissar in Indonesien und von 1952 bis 1959 niederländischer Botschafter in der Bundesrepublik Deutschland.